# Berdavan
Berdavan (in armeno Բերդավան?) è un comune dell'Armenia di 3 446 abitanti (2010) della provincia di Tavush.